# تنشونی

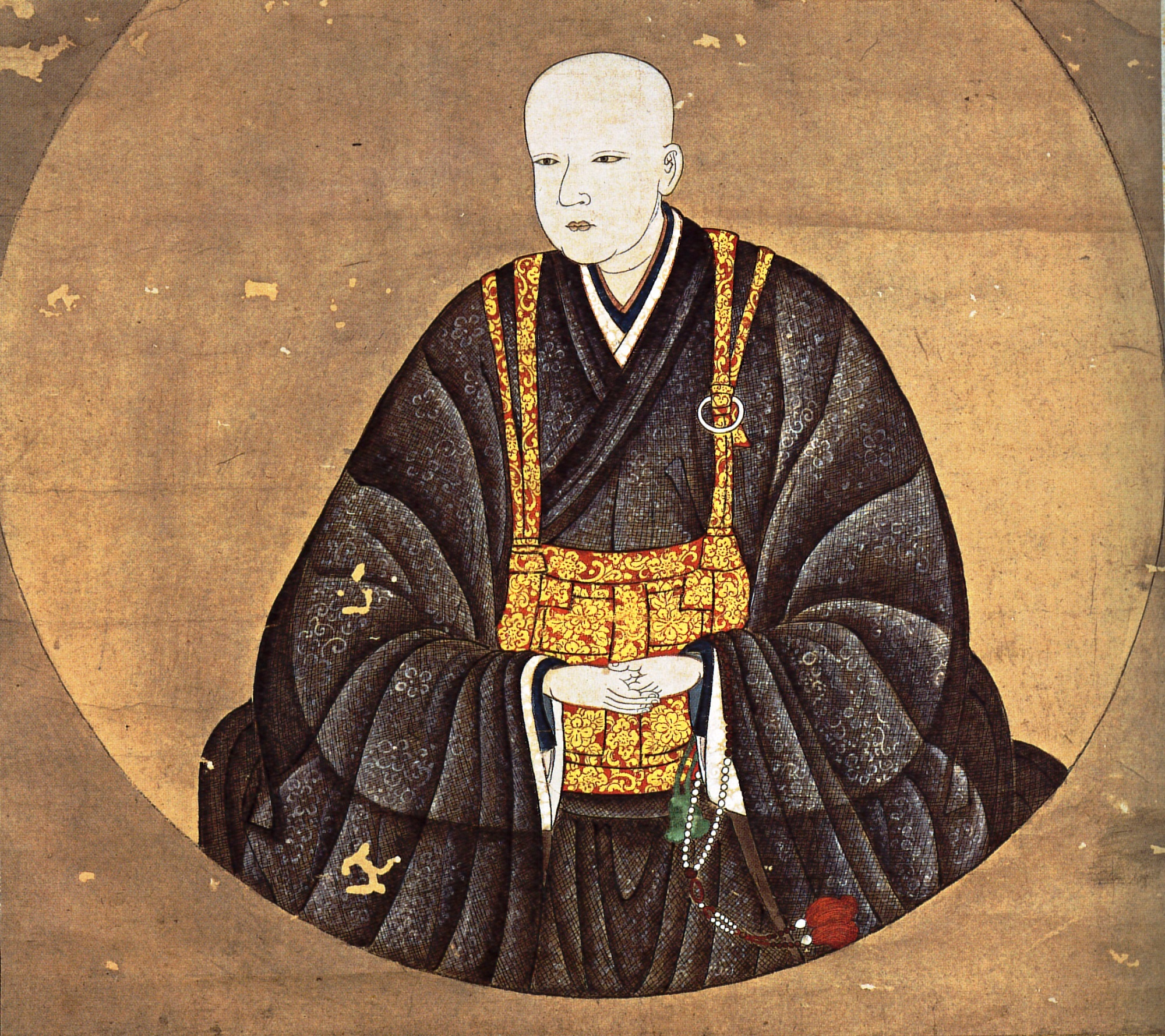
تنشونی

تنشونی (به ژاپنی: 天秀尼 てんしゅうに) (۱۶۴۵ – ۱۶۰۹ میلادی) دختر تویوتومی هیده‌یوری بود و در دوره ادو در قرن شانزدهم میلادی در ژاپن زندگی می‌کرد. نام مادر او مشخص نیست.